# Egon von Bönninghausen (1856-1933)
Jhr. Egon Johannes Josephus Stephanus von Bönninghausen (Tubbergen, 27 december 1856 - Borne, 31 december 1933) was een jaar burgemeester van Weerselo en daarna van 1885 tot 1925 burgemeester van Borne. Hij was lid van de RKSP. Von Bönninghausen was afkomstig uit het oude, rooms-katholieke, Twentse adellijke geslacht Von Bönninghausen, hij was een oom van Egon von Bönninghausen en Ernst von Bönninghausen. De Von Bönninghausenstraat in Borne is naar hem vernoemd.